# Samuel Daniell
Samuel Daniell (Chertsey, Surrey; 1775 - Ceilán; 16 de diciembre de 1811) fue un pintor e ilustrador británico especializado en historia natural y otras escenas de naturaleza de África y Ceilán. Su carrera artística se inició en 1799 cuando viajó por primera vez a Sudáfrica.

## Biografía
Daniell nació y creció en Chertsey un pequeño municipio del condado de Surrey en el Reino Unido de Gran Bretaña e Irlanda, es quizás más conocido como el artista designado para una expedición de 1799-1802 a Sudáfrica y las representaciones que hizo allí de animales africanos.
En diciembre de 1799 viajó por primera vez a Sudáfrica. Los dibujos que realizó en el sur de África, incluido un viaje a Bechuanalandia, fueron publicados posteriormente por su hermano William Daniell en Londres. Durante el viaje a Bechuanalandia, Daniell fue nombrado secretario oficial y artista del viaje. El viaje fue desde Cabo de Buena Esperanza hasta Bechuanalandia. Después de finalizar el viaje regresó a Inglaterra donde coeditó junto con sus hermanos William Daniell y Thomas Daniell, el African Scenery and Animals, en 1804.
Más tarde, Daniell vivió en Sri Lanka, entonces llamado Ceilán, desde 1806 hasta 1811, cuando murió de una enfermedad tropical. Su hermano William publicó doce de sus dibujos en 1806, con el título: Una ilustración pintoresca del paisaje, los animales y los habitantes nativos de Ceilán.
Después de la muerte de Samuel Daniell, se publicaron más grabados basados en sus dibujos: en 1820, cuarenta y ocho litografías tituladas Sketches Representing the Native Tribes and Scenery of Southern Africa, y en 1832, Twenty Varied Subjects of the Tribe of Antelopes.

## Obras

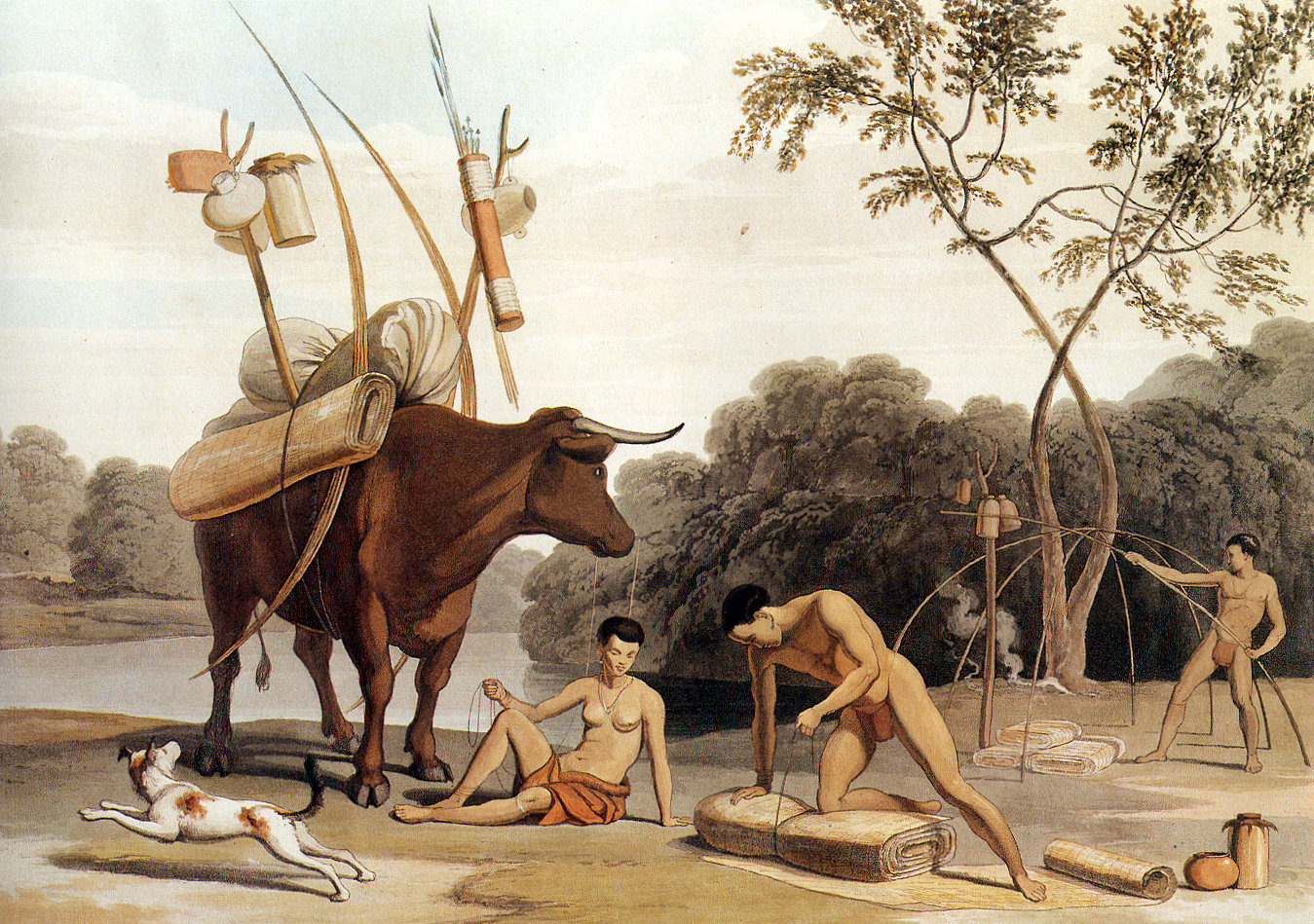
Khoikhoi desmantelando sus chozas, preparándose para trasladarse a nuevos pastos. Aguatinta (1805)
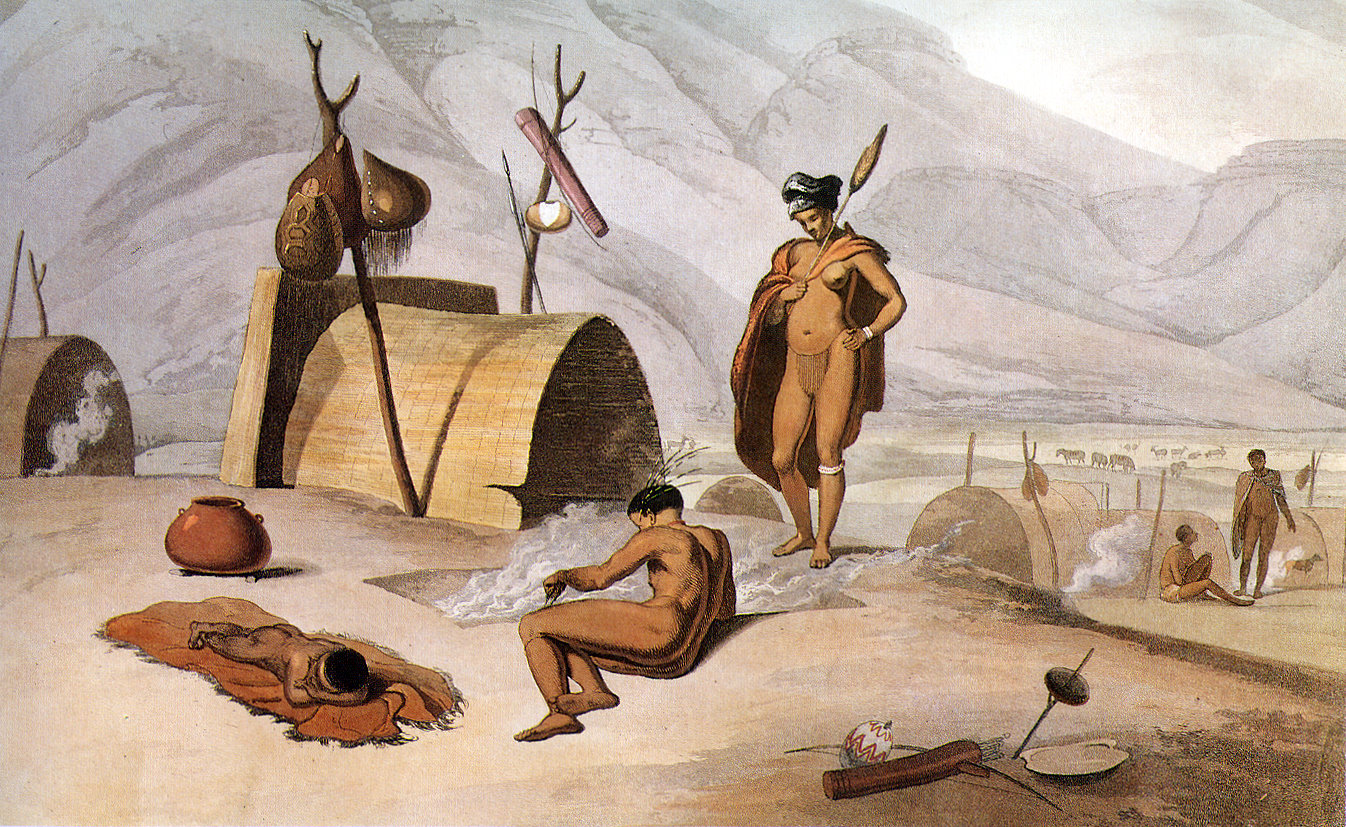
Joisán asando saltamontes (1804)
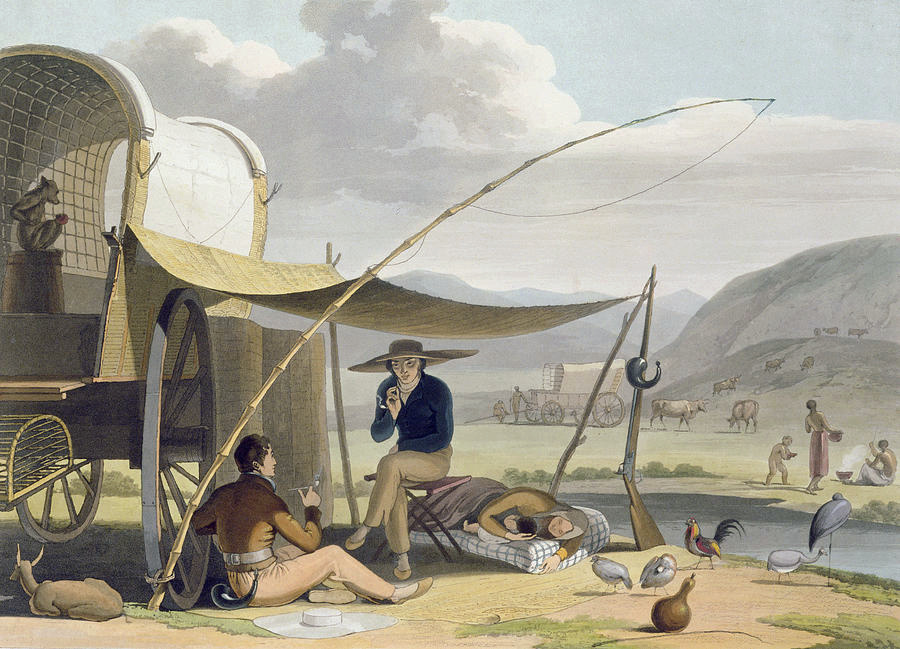
Trekboer montando un campamento (c. 1804)
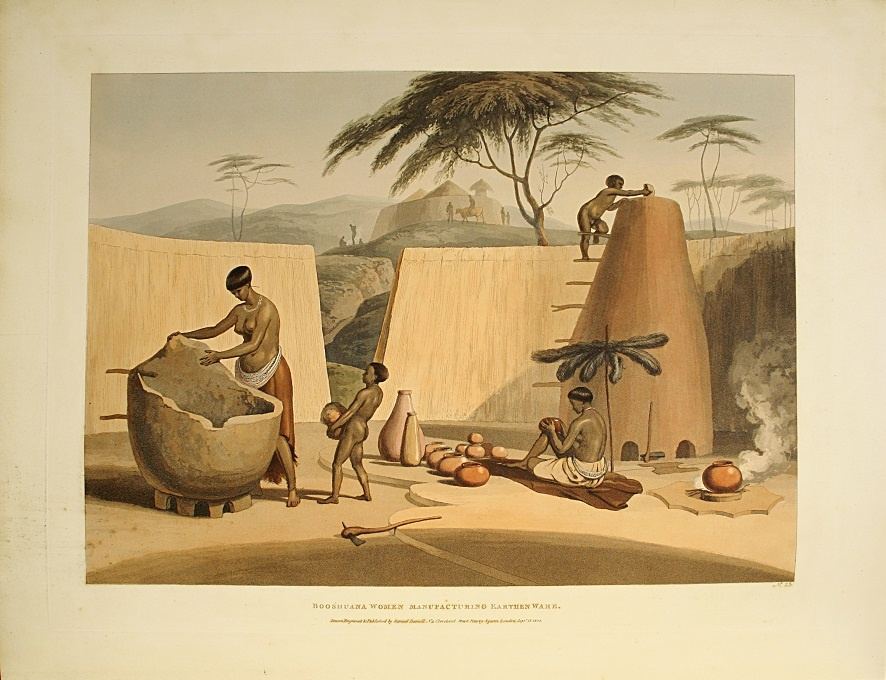
mujeres Booshuana fabricando loza (1805)
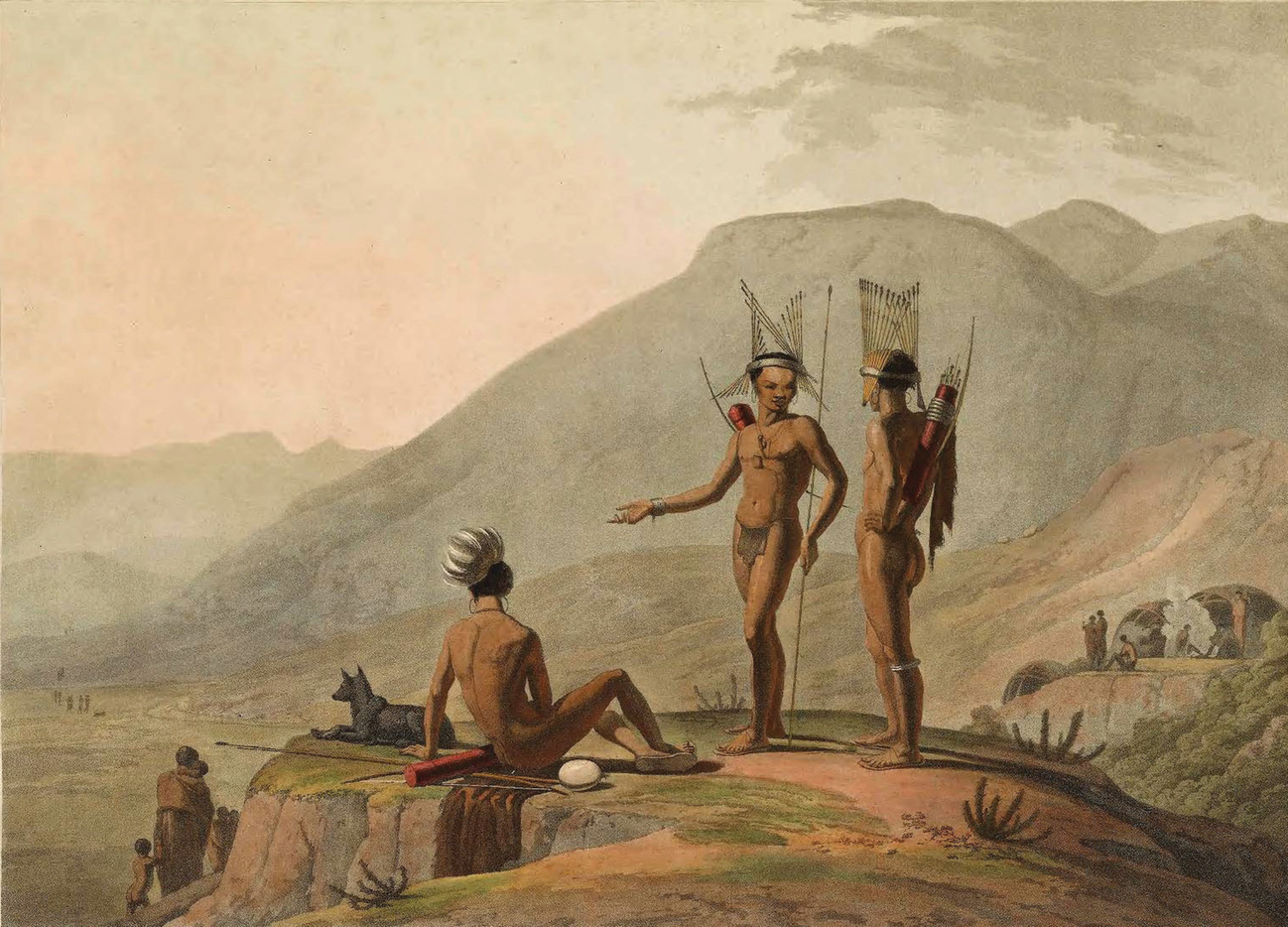
Bosquimanos armados para una expedición (1804)
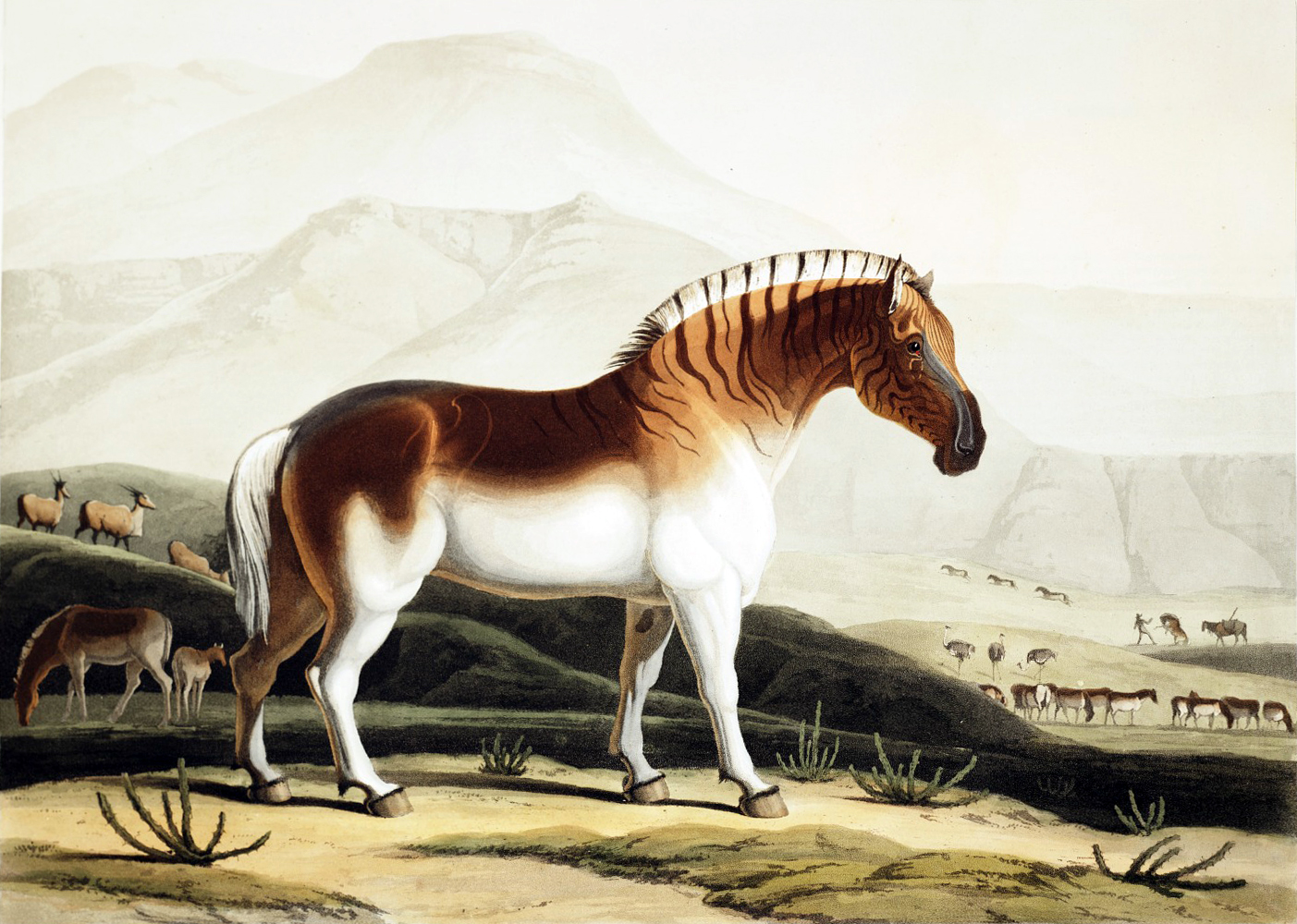
"El cuaga" Acuatinta (1804)
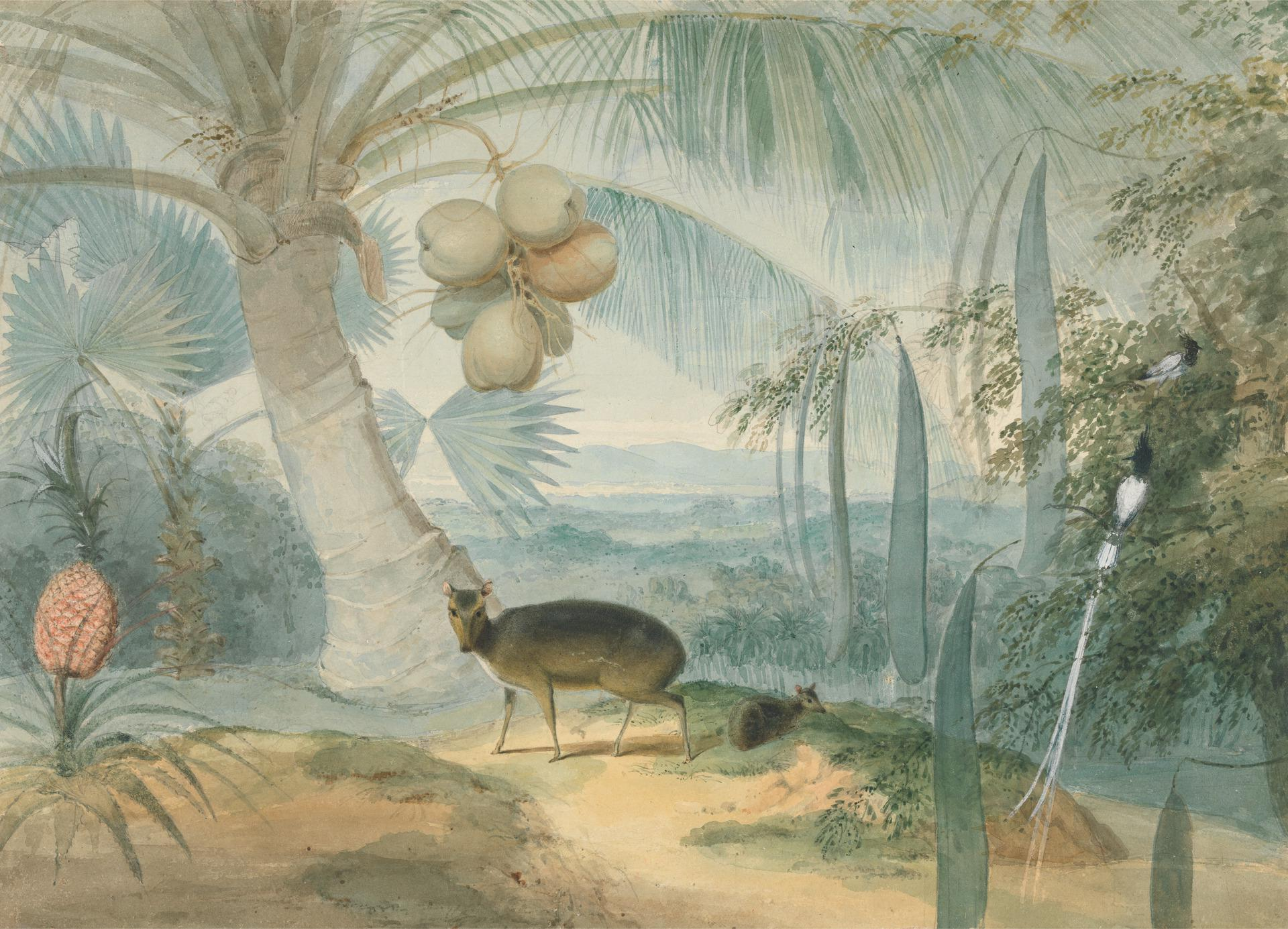
Un paisaje en Ceilán, con ciervos y cervatillos y un par de atrapamoscas del paraíso
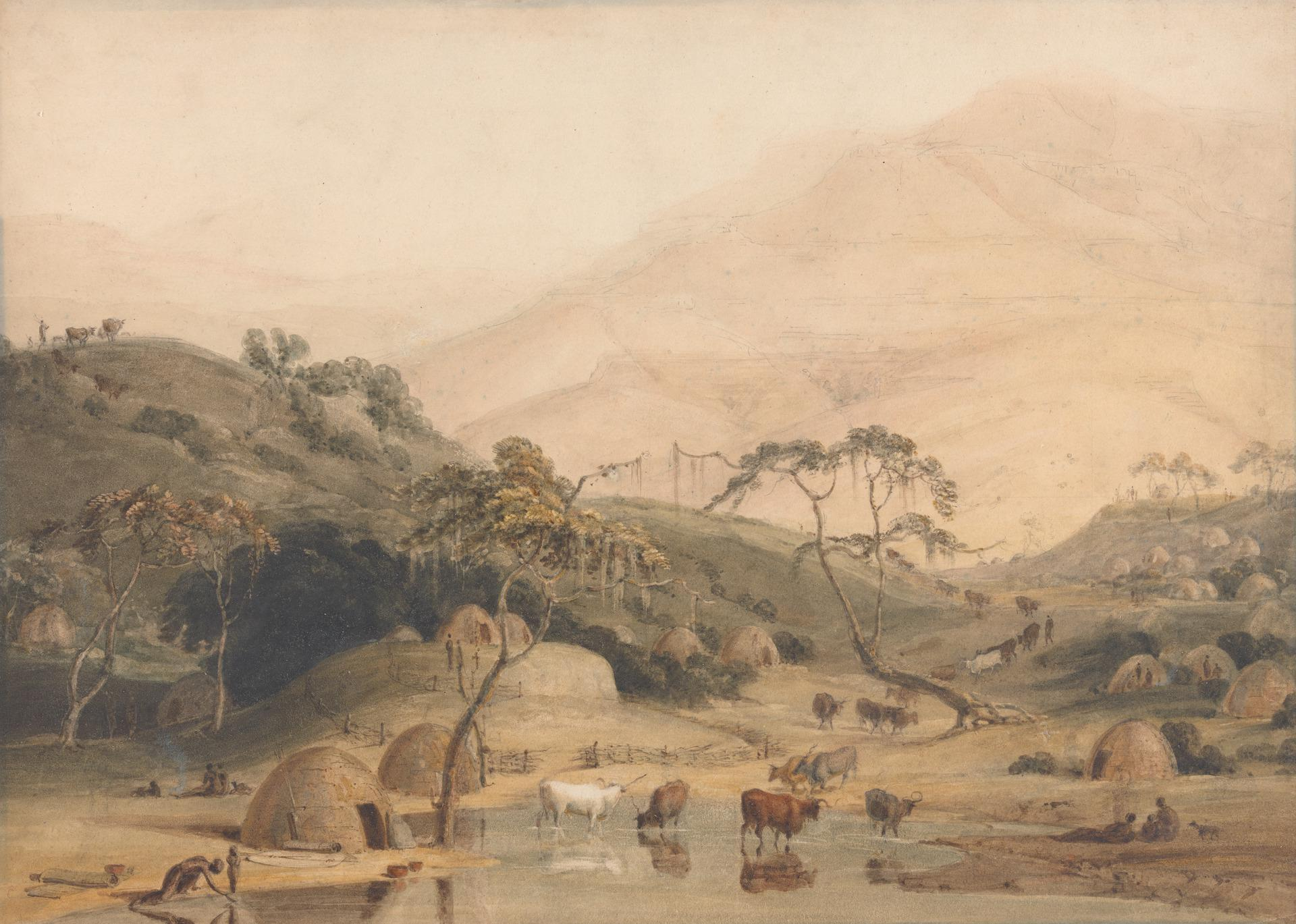
Una aldea Kafir (c. 1801)
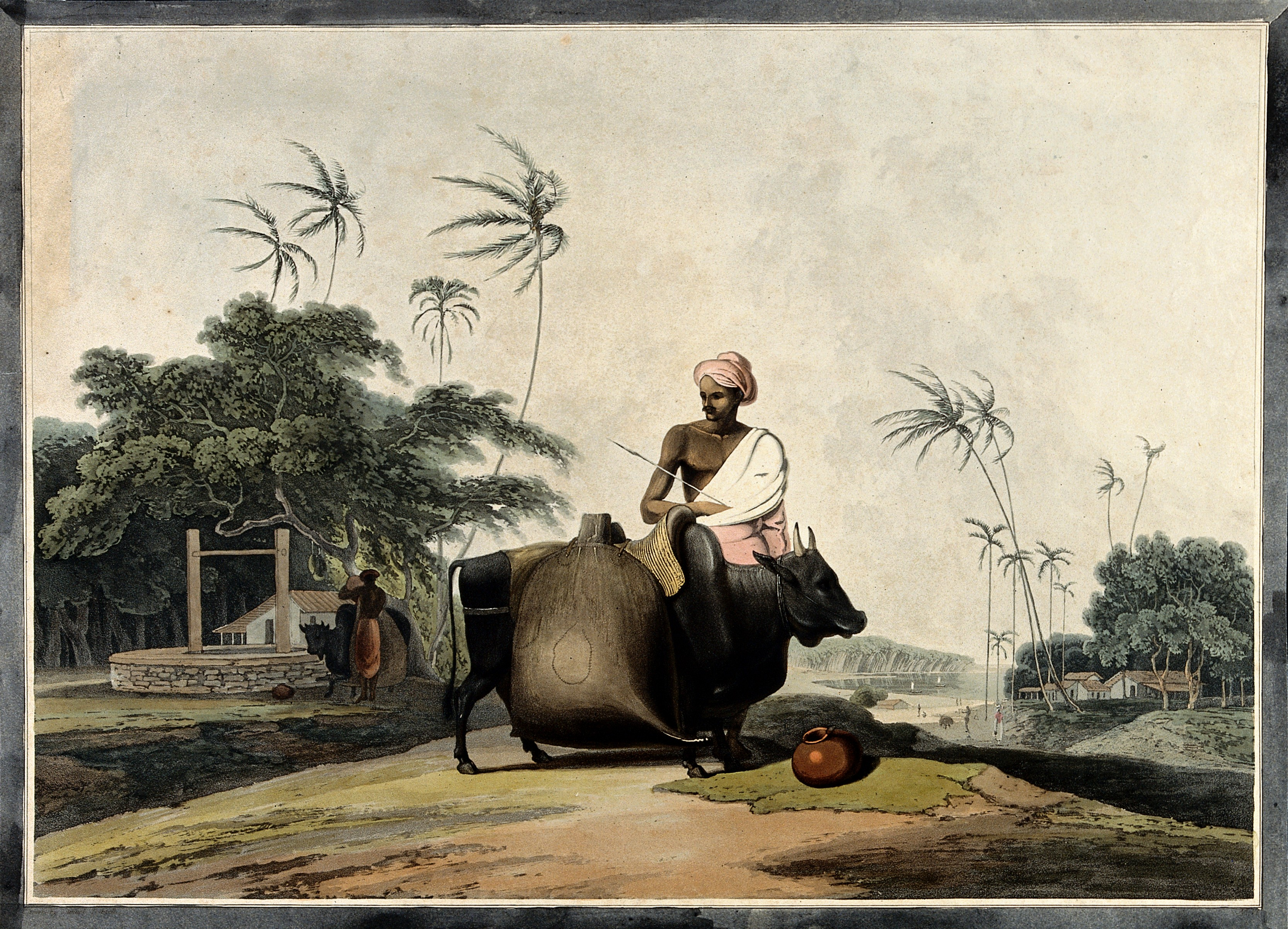
Dos búfalos de agua asiáticos domesticados
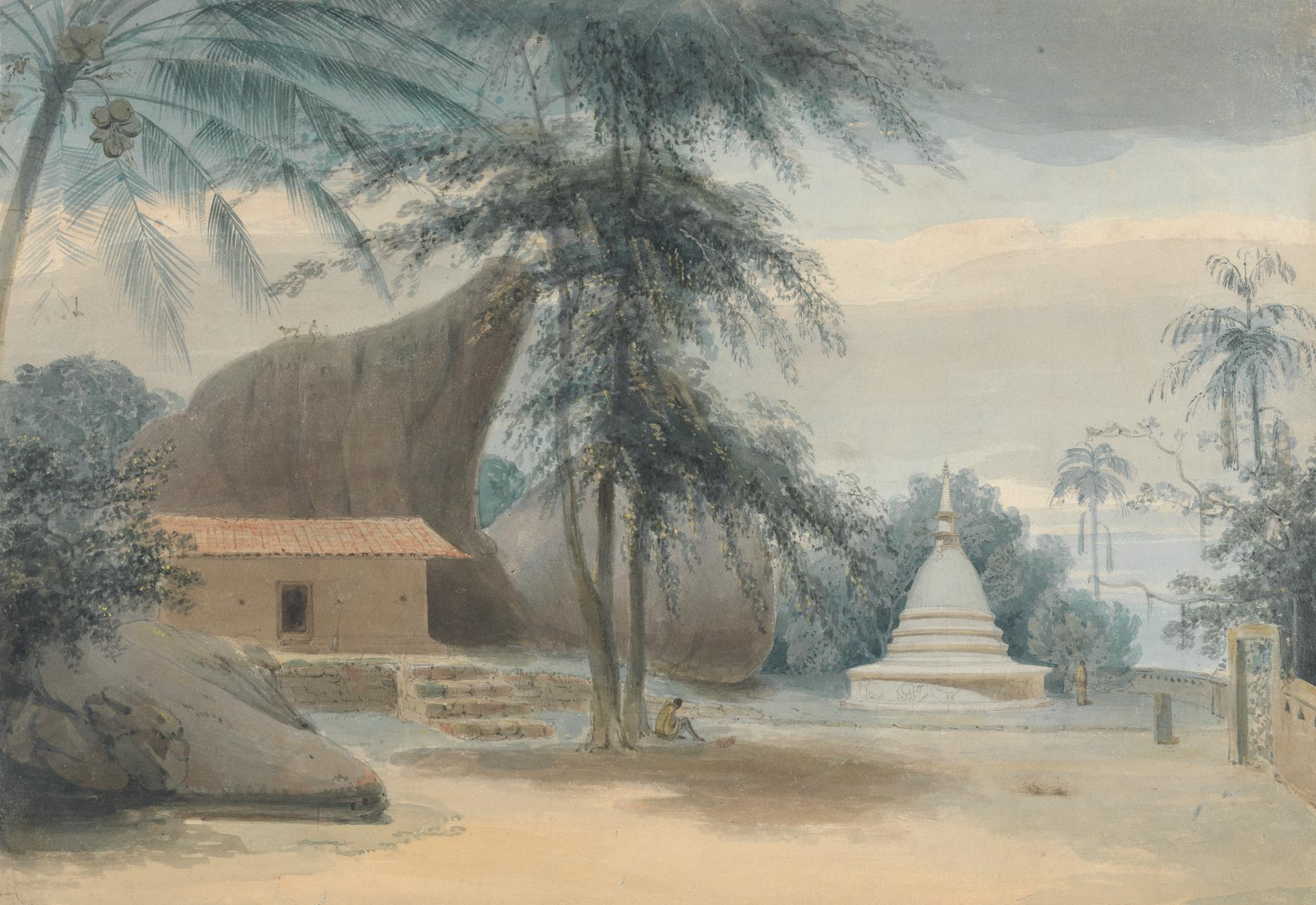
Una escena entre Galle y Mathura, a unas seis millas de Galle (c. 1801)